# Cophocerotis ebria
Cophocerotis ebria là một loài bướm đêm trong họ Geometridae.